# From Mars to Sirius
| 전문가 평가           | 전문가 평가 |
| 평가 점수             | 평가 점수   |
| 출처                  | 점수        |
| --------------------- | ----------- |
| About.com             | [ 3 ]       |
| AllMusic              | [ 4 ]       |
| The A.V. Club         | B           |
| Blabbermouth.net      | 9/10        |
| Decibel               | 8/10        |
| Exclaim!              | favorable   |
| Phoenix New Times     | favorable   |
| Hard N'Heavy Magazine | [ 10 ]      |
| Rock Hard             | 8.5/10      |
| Sputnikmusic          | [ 12 ]      |

《From Mars to Sirius》는 프랑스의 헤비 메탈 밴드 고지라의 세 번째 스튜디오 음반이다. 이 음반은 우주 여행 스토리라인을 통해 환경 문제와 죽은 행성의 재탄생을 다룬 콘셉트 음반으로, 전쟁에서 평화로의 전환을 주제로 하고 있다. 《From Mars to Sirius》는 2005년에 발매되어 비평가들의 찬사를 받았다. 이후 《롤링 스톤》의 역사상 가장 위대한 메탈 음반 100위에 선정되었다.

## 배경
이 음반은 주로 조와 마리오 뒤플랑티에가 작곡했지만, 크리스티앙 앙드레우는 《Where Dragons Dwell》의 아웃트로와 《World to Come》의 중심 멜로디와 같은 특정 부분에 기여했다. 마리오에 따르면, 이 음반은 전적으로 밴드가 자체 제작했다고 한다. 장미셸 라바디는 특히 작곡에서 그의 베이스의 일관성에 대해 제작에 참여했으며, 그의 작업을 통해 밴드는 "그들의 사운드에 훨씬 더 따뜻한 음을 불어넣기 위해" 노력했다. 고지라는 이 음반에서 더 많은 인터럽트와 멜로디를 강조했다. 조 뒤플랑티에는 《From Mars to Sirius》는 여정을 상징하며, "모든 여정에서와 마찬가지로 공기 간격, 변형, 그리고 평온한 순간들이 있다"고 말했다.
열흘 만에 브뤼셀의 스튜디오에서 《Terra Incognita》를 녹음한 후, 밴드는 고향에 위치한 르 스튜디오 데 밀란스라는 스튜디오를 만들기로 결정했다. 그곳에서 《From Mars to Sirius》가 녹음될 예정이었다. 드럼 녹음은 아쟁의 르 플로리다에서 이루어졌다.
음반 발매일 이전에 밴드는 프랑스에서 열린 콘서트에서 〈Backbone〉과 〈The Heaviest Matter of the Universe〉라는 두 곡을 공연했다. 음반의 마스터링은 2005년 7월, 중순에 완료되었다.

## 커버 아트
〈Flying Whales〉라는 노래는 고래와 그들의 지능에 대한 "오마주"이다. 이 콘셉트는 두 번째 음반 투어 중에 등장하여 《From Mars to Sirius》의 이미지와 커버 아트로 이어졌다. 커버 아트는 조 뒤플랑티에가 만들었다.

## 곡 목록
모든 곡들은 고지라에 의해 작사/작곡하였다.
| #   | 제목                                    | 재생 시간 |
| --- | --------------------------------------- | --------- |
| 1.  | 〈Ocean Planet〉                        | 5:32      |
| 2.  | 〈Backbone〉                            | 4:18      |
| 3.  | 〈From the Sky〉                        | 5:48      |
| 4.  | 〈Unicorn (기악)〉                      | 2:09      |
| 5.  | 〈Where Dragons Dwell〉                 | 6:54      |
| 6.  | 〈The Heaviest Matter of the Universe〉 | 3:57      |
| 7.  | 〈Flying Whales〉                       | 7:44      |
| 8.  | 〈In the Wilderness〉                   | 7:47      |
| 9.  | 〈World to Come〉                       | 6:52      |
| 10. | 〈From Mars〉                           | 2:24      |
| 11. | 〈To Sirius〉                           | 5:37      |
| 12. | 〈Global Warming〉                      | 7:50      |